# Membracis sanguineoplaga
Membracis sanguineoplaga är en insektsart som beskrevs av Schmidt 1906. Membracis sanguineoplaga ingår i släktet Membracis och familjen hornstritar. Inga underarter finns listade i Catalogue of Life.